# Смутово
Смутово— деревня в Пинежском районе Архангельской области. Входит в состав МО «Веркольское». Деревня является прообразом деревни Пижма в повести Фёдора Абрамова «Деревянные кони».

## География
Деревня расположена на левом берегу реки Пинега.

## Население
| 2002 | 2010 | 2012 |
| ---- | ---- | ---- |
| 0    | →0   | →0   |